# دوشیزه
دوشیزه‌ یا مؤنث باکره یک واژه است به معنای زنی که هیچگاه آمیزش جنسی نداشته.

## ریشه واژه
برخی معتقدند دوشیزه مربوط به دوغدی (dogdhi) در سانسکریت به معنای دوشیدن است و به این ترتیب دوشیزه (دوش + یزه) به معنای «دوشنده» است، چرا که دوشیدن حیوانات خانگی همواره کاری زنانه بوده‌است، این که دوشیزه در معنای دختر به کار می‌رود نیز شاید از آن روی باشد که نیاکان ما، مایل بوده‌اند که شوی‌نادیدگان (شاید به زعم آنان پاکان) دوشندگان گاو و گوسفند باشند.
با این وجود برخی ذکر کرده‌اند که در پارسی میانه «دوشکیزه» (گونه دیگر دوشگیزه که به دوشیزه منتهی می‌شود) هم بوده‌است و که بخش دوم آن واژه را مربوط به «کیجا» در زبان مازندرانی دانسته‌اند. «کچ» در کردی، و کنیز هم با آن هم ریشه است. بخش دوم واژه «دوشکیزه» زبان پهلوی هم ریشه با واژه اوستایی kanyâ است.

## نشانه‌شناسی فرهنگی
- زنان هندی تا پیش از ازدواج خال میان دو ابرو نمی‌گذارند و پس از ازدواج این خال را می‌گذارند.
- در میان ترکمنها رایج است که دختران پس از بلوغ و تا پیش از ازدواج کلاهی گرد و سوزن‌دوزی شده به نام بُریک را بر سر گذارند، اما پس از ازدواج یک پیشانی‌بند و روسری به نام پوپک یالق[۴] سر می‌کنند.
- در بخش‌هایی از جنوب ایران مانند بندرعباس زنان تا قبل از ازدواج از نقاب صورت استفاده نمی‌کردند.[۵]
- در قبیله زولو در آفریقا زنان تا پیش از ازدواج بالاتنه خود را نمی‌پوشانند. تنها هنگام نامزدی گردنبند بلندی که تاحدودی سینه‌شان را می‌پوشاند و نشانه مهر به نامزد است می‌پوشند و بعد از ازدواج است که لباسشان بالاتنه را نیز پوشش می‌دهد.[۶]

### مباحث مرتبط با تفاوت دوشیزگان با زنانی که باکره نیستند در اجازه ی ولی برای ازدواج دائم یا موقت
در ادیانی مثل اسلام اجازه ولی(در اسلام همان پدر است) در ازدواج زنی که دوشیزه نیست، شرط نیست، و در باکره و دوشیزه به نظر "بیات زنجانی": "بنا بر اقوی شرط صحت نیست بلکه شرط اخلاقی است و برای تحکیم مبانی خانواده لازم است و مطابق روایات متعدد معتبر، افراد از نکاح موقت با دوشیزگان اجتناب کنند."

### فعالان حقوق زنان در فرانسه
دربارهٔ کاربرد امروزی این واژه و تحقیرآمیز بودنش برای زنان بحث‌هایی وجود دارد، چنان‌که در فوریه ۲۰۱۲ فرانسه تصمیم گرفت عنوان «دوشیزه» (به فرانسوی: Mademoiselle) را از فرم‌های اداری این کشور حذف کند. فعالان حقوق زنان در این کشور سال‌ها تلاش کرده‌اند که زنان برای معرفی خودشان مجبور به توضیح دربارهٔ متأهل یا مجرد بودنشان نباشند. آن‌ها معتقدند تفکیک زنان با واژهٔ دوشیزه تحقیرآمیز است؛ زنان همیشه مجبورند وضعیت تأهل خود را توضیح بدهند در حالی که این کار به مردان تحمیل نمی‌شود و مهم نیست که مردها متاهلند یا نه. در بیانیهٔ دفتر نخست وزیر فرانسه گفته شده‌است «دولت نباید بیش از این دربارهٔ وضعیت تأهل زنان کنجکاوی کند.»

### کسب درآمد از طریق فروش دوشیزگی
در سال ۲۰۱۴ میلادی، دختر بیست‌ و هشت‌ سالهٔ آمریکایی، قصد داشت با فروش دوشیزگی خود سرمایهٔ زیادی به هم زند. وی «الیزابت رین» نام داشت در این رابطه گفته بود تاکنون باکسی معاشقه نداشته و مردی هنوز برخوردی با او نداشته‌است. او رسماً فروش دوشیزگی خود را به مزایده گذاشت. او تصمیم داشت از فروش دوشیزگی خود صاحب ۲۵۰ هزار پوند ($۸۰۱٬۰۰۰) شود. نامزد ثروتمندی که بتواند پیشنهاد بالای او را بپذیرد هدیه ۱۲ ساعت همخوابی دریافت خواهد نمود. الیزابت گفته بود خانوادهٔ وی از این کارِ او آگاه هستند. وی اعلام داشته بود که، روشی بهتر از این را برای از دست دادن بکارت خود پیدا ننموده است. وی اعلام نمود، «من تحصیلات عالی دارم و اطمینان می‌دهم که باکره ام.» در نهایت پس از پایان مدتی خریداری برای این مزایده پیدا نشد، و در نهایت نیز، وی پس از چندی اعلام نمود پیشنهادش را رسماً کنسل نموده و دیگر از این فروش منصرف شده‌است.

## نگارخانه

دوشیزگان آوینیون اثر پابلو پیکاسو
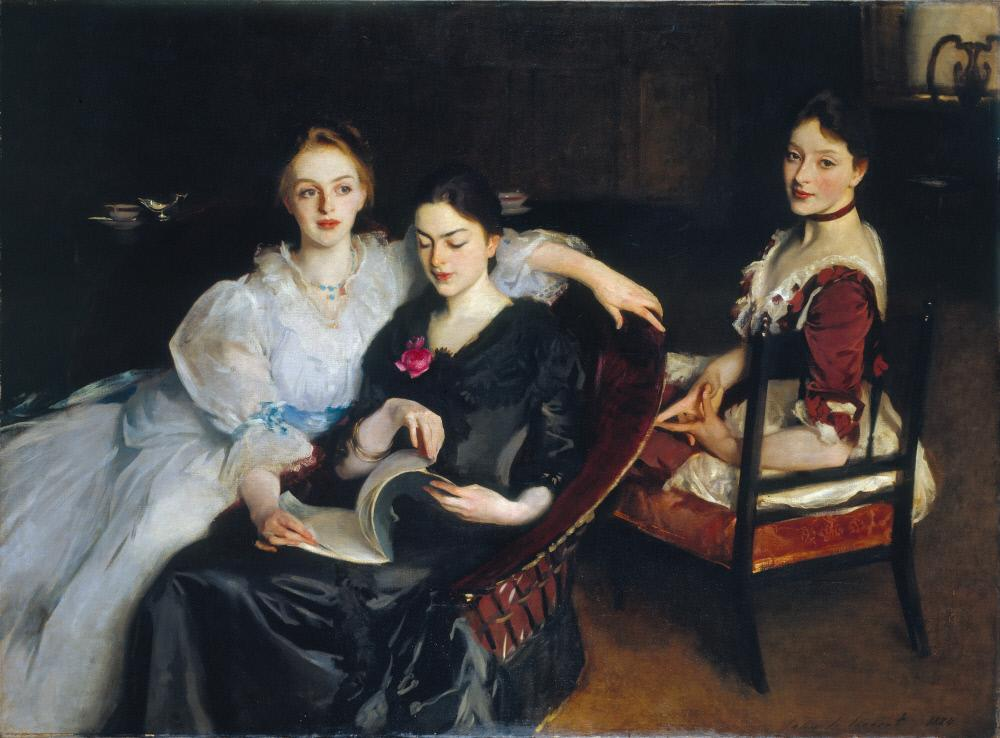
دوشیزگان ویکرز اثر جان سینگر سارجنت
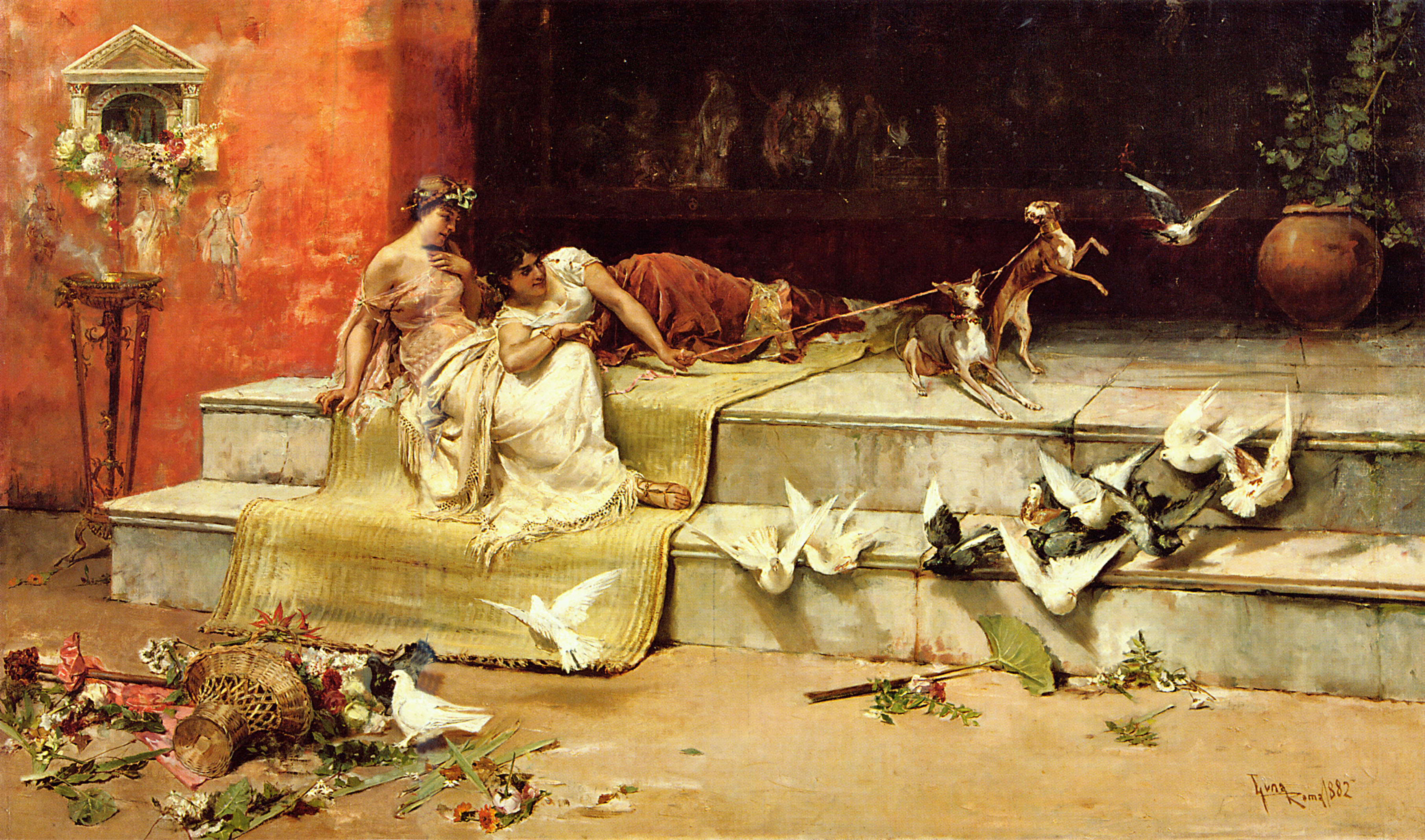
دوشیزگان رومی